# Lorédan Larchey
Lorédan Larchey (1831-1902), est un bibliothécaire, conservateur et lexicographe français. 
Bibliothécaire à la Bibliothèque Mazarine, puis conservateur à la Bibliothèque de l'Arsenal, il est surtout connu pour son dictionnaire d'argot, Les Excentricités du langage.  

## Biographie
Fils d'un militaire, qui deviendra général de division de Napoléon III, Étienne Lorédan Larchey naît à Metz en Moselle, le 26 janvier 1831. Il est étudiant en droit, puis canonnier au 7e Régiment d'Artillerie. Il gardera de cette brève expérience un goût prononcé pour l’histoire militaire. En 1850, il entre à l'École des chartes, où il fréquente Auguste Poulet-Malassis, qui lui fait connaître Baudelaire, puis il abandonne ses études pour se consacrer au dessin et à la gravure.
Lorédan Larchey devient bibliothécaire à la Bibliothèque Mazarine en 1852. Il fonde, en 1855, La Revue anecdotique des lettres et des arts, qu'il dirige jusqu'en 1861 chez Auguste Poulet-Malassis, puis La Petite Revue, en 1863 chez René Pincebourde. Il collabore par ailleurs à de nombreuses revues : La Bibliothèque universelle de Genève, Le Courrier de Paris, Le Figaro, Paris-Magazine, Le Progrès de Lyon, L'Impartial du Rhin, Le Monde illustré, Le Bibliophile français. À partir de 1873, Lorédan Larchey travaille comme bibliothécaire à la bibliothèque de l'Arsenal. Il en devient conservateur à partir de 1880. 
Larchey est l'auteur de travaux originaux, sous son nom, ou sous le pseudonyme de Chercheur obstiné. Il publie en particulier, dans la Revue anecdotique en 1858-1859, un dictionnaire des Excentricités du langage qui s'affirmera de plus en plus comme un dictionnaire d'argot, notamment avec l'édition de 1872. Outre ce dictionnaire maintes fois réédité et ses trois Suppléments séparés de 1880, 1883 et 1889, il fait paraître des dictionnaires de noms propres et de proverbes. Il publie également plusieurs recueils de bons mots, ainsi que de nombreux mémoires inédits, en particulier les mémoires d'un soldat de la Révolution, le sergent Fricasse, et celles d'un capitaine du Premier Empire, le capitaine Coignet. 
Au début des années 1880 il est inspecteur des bibliothèques lorsqu'il rencontre le jeune Paul Dorveaux dont il soutient la nomination au poste de bibliothécaire responsable du dépôt bibliographique de l'École supérieure de pharmacie de Paris.
Lorédan Larchey décède le 12 avril 1902 à Menton, dans les Alpes-Maritimes, qui a donné son nom à une de ses rues ainsi qu'à une grande esplanade.

## Publications

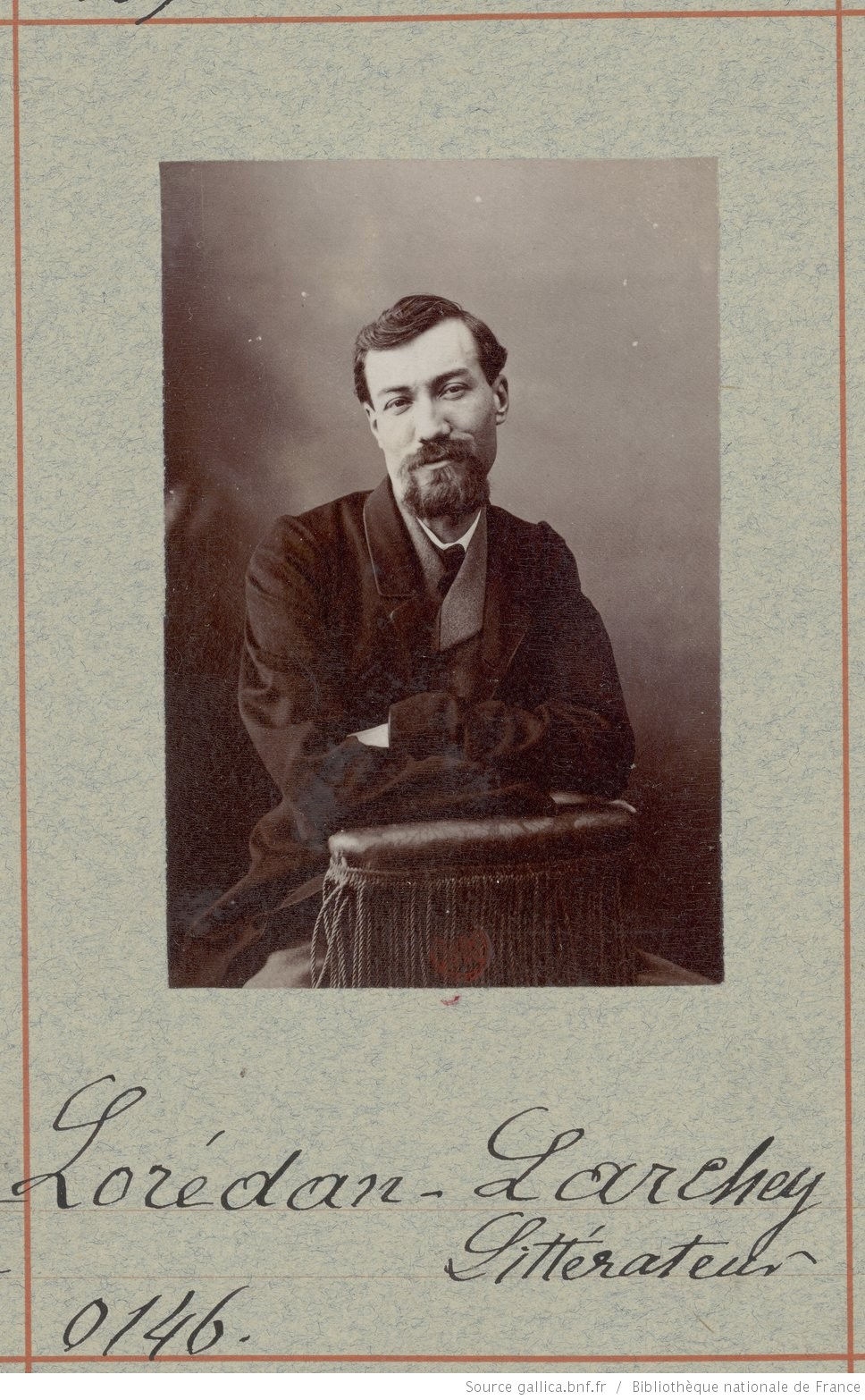
Loredan Larchey vu par l'atelier de Nadar.

### Langage
- Les Excentricités du langage
  - Les Excentricités du langage français (dictionnaire in Revue anecdotique, 1858-1859)
  - Les Excentricités de la langue française en 1860 (réédition en 1859 du dictionnaire de la Revue anecdotique).
  - Les Excentricités du langage (1861 ; 1862 ; 1865). Texte en ligne : (1861)  (1862)  (1863 & 1865) Les Excentricités du langage
  - Dictionnaire historique, étymologique et anecdotique de l'argot parisien. Sixième édition des Excentricités du langage, mise à la hauteur des révolutions du jour (1872)
  - Dictionnaire historique d'argot. Septième édition des Excentricités du langage (1878)
  - Dictionnaire historique d'argot. Huitième édition des Excentricités du langage, mis à la hauteur des révolutions du jour (1880)
  - Supplément aux septième et huitième éditions du Dictionnaire historique d'argot (1880)
  - Dictionnaire historique d'argot. Neuvième édition des Excentricités du langage, mis à la hauteur des révolutions du jour (1881). Texte en ligne : 
  - Supplément aux neuvième et dixième éditions du Dictionnaire d'argot, avec une introduction substantielle et un répertoire spécial du largonji (1883). Texte en ligne : 
  - Dictionnaire historique d'argot. Onzième édition des Excentricités du langage, mis à la hauteur des révolutions du jour (1888 - éditions Dentu, Libraire de la Société des Gens de Lettres)[5].
  - Nouveau supplément du Dictionnaire d'argot ; avec Le vocabulaire des chauffeurs de l'an VIII ; et Le répertoire du Largongi (1889). Texte en ligne :
- Dictionnaire des noms, contenant la recherche étymologique des formes ancienne de 20,200 noms relevés sur les annuaires de Paris (1880) Texte en ligne :
- Almanach des noms, contenant l'explication de 2800 noms (1881)
- Nos vieux proverbes (1886)

### Divers
- Journal de Jehan Aubrion, bourgeois de Metz, avec sa continuation, par Pierre Aubrion, 1465-1512, publié en entier pour la première fois par Lorédan Larchey (1857)
- Histoire du gentil seigneur de Bayard, composée par le loyal serviteur édition rapprochée du français moderne (1862)
- Origines de l'artillerie française. 1re période, 1324-1354 (1862)
- Journal des inspecteurs de M. de Sartines, 1re partie, 1761-1764 (1863)
- Les Mystifications de Caillot-Duval, avec un choix de ses lettres les plus étonnantes, suivies des réponses de ses victimes (1864 ; 1901). Texte en ligne :
- Notes de René d'Argenson, lieutenant général de police, intéressantes pour l'histoire des mœurs et de la police de Paris à la fin du règne de Louis XIV (1866)
- Les Joueurs de mots, compilation faite par Lorédan Larchey, pour servir à l'histoire de l'esprit français (1867)
- Gens singuliers (1867). Texte en ligne :
- Documents pour servir à l'histoire de nos mœurs (12 volumes, 1868-71)
- Mémorial illustré des deux sièges de Paris, 1870-1871 (1872)
- Documents pour servir à l'histoire de nos mœurs (nouvelle collection) (1874)
- Les Grands hommes de la France. Industriels. Richard-Lenoir, Jacquart, Oberkampf, Philippe de Girard, Dollfus et Koechlin (En collaboration, 1879)
- Journal de marche du sergent Fricasse, de la 127e demi-brigade, 1792-1802, publié pour la première fois par Lorédan Larchey, d'après le manuscrit original (1882 ; 1911). Texte en ligne :
- Les Cahiers du capitaine Coignet (1776-1850), publiés d'après le manuscrit original (1883). Texte en ligne :
- Les Suites d'une capitulation. Relations des captifs de Baylen et de la glorieuse retraite du 116e régiment (1884)
- La Lorraine illustrée (1886)
- Ancien armorial équestre de la Toison d'or et de l'Europe au XVe siècle, fac-similé contenant 942 écus, 74 figures équestres, en 114 planches chromotypographiées, reproduites et publiées pour la première fois d'après le manuscrit 4790 de la bibliothèque de l'Arsenal (1890)
- L'Esprit de tout le monde (2 volumes, 1892-1914). Texte en ligne :  et
- Extrait du Journal du canonnier Bricard. La Discipline aux armées de la première République, 1794-1796. Publié par les petits-fils de l'auteur, Alfred et Jules Bricard (1893)
- Monde féodal. Europe, XVe siècle. Costumes vrais, fac-similé de 50 mannequins de cavaliers en grande tenue héraldique, d'après le manuscrit d'un officier d'armes de Philippe le Bon, duc de Bourgogne, 1429-1467 (1899)

## No